# Caragluque
Caragluque (em armênio: Քարագլուխ / Կարագլուխ, K’aragluχ / Karagluχ)[a] é uma aldeia do município de Eleguis, da província de Vaiose Zor, na Armênia. De acordo com o censo de 2011, havia 743 habitantes.

## Geografia
Caragluque está localizada a cerca de 20 quilômetros a nordeste de Eleguenazor, nas margens do rio Caragluque, na encosta das montanhas Vardenis. Está envolva por pereiras, macieiras, ameixeiras, nogueiras e árvores ornamentais e boa parte da área circundante é ocupada por vinhedos. Há água em abundância e suas casas são feitas de palha. Em termos de infraestrutura, tem uma escola secundário, um clube, uma biblioteca, um departamento de comunicação, um cinema, um pavilhão de serviços domésticos e um posto médico. Subsiste de pecuária, jardinagem e cultivo de alimentos. A União de Exportação de Malhas de Erevã operava na aldeia.

## História
A três quilômetros a leste existem as ruínas do Eremitério de Mamede (século XIII). A 2-3 quilômetros a nordeste, numa colina, há túmulos esculpidos e uma capela Tuque Manuque (século XIII). Ao pé dessa colina estão as ruínas da aldeia de Cala, que Łevond Ališan afirmou estar ser a antiga Caragluque. Por esse motivo, Caragluque também é localmente referida como Cala / Quiala.
Em Caragluque existe, no topo de uma pedra, um cachecar erguido em 1290 por certo Sérgio e alguns estudiosos propuseram que seu nome possa ter relação com ele. No cemitério da aldeia e em alguns situados nos arredores existem muitos cachecares (séculos VII a XIV) e ao menos 23 inscrições foram localizadas nos seus limites. A primeira menção a Caragluque ocorre numa lápide de 1316.
No século XIX, Caragluque fez parte do distrito (uezde) de Xarur-Daralaiaz da Gubernia de Erevã do Império Russo. Em 1831, 1897, 1926, 1939, 1959, 1970, 1979 1989, respectivamente, tinha 121, 789, 930, 1 286, 807, 888, 729 e 769 habitantes. Alguns dos ancestrais dos habitantes vieram de Coi e Salmas, no atual Irã, em 1828. Há uma fonte-monumento dedicada à memória daqueles que morreram na Guerra Turco-Armênia de 1920.